# Plagiohammus thoracicus
Plagiohammus thoracicus là một loài bọ cánh cứng trong họ Cerambycidae.